# Підпільна залізниця

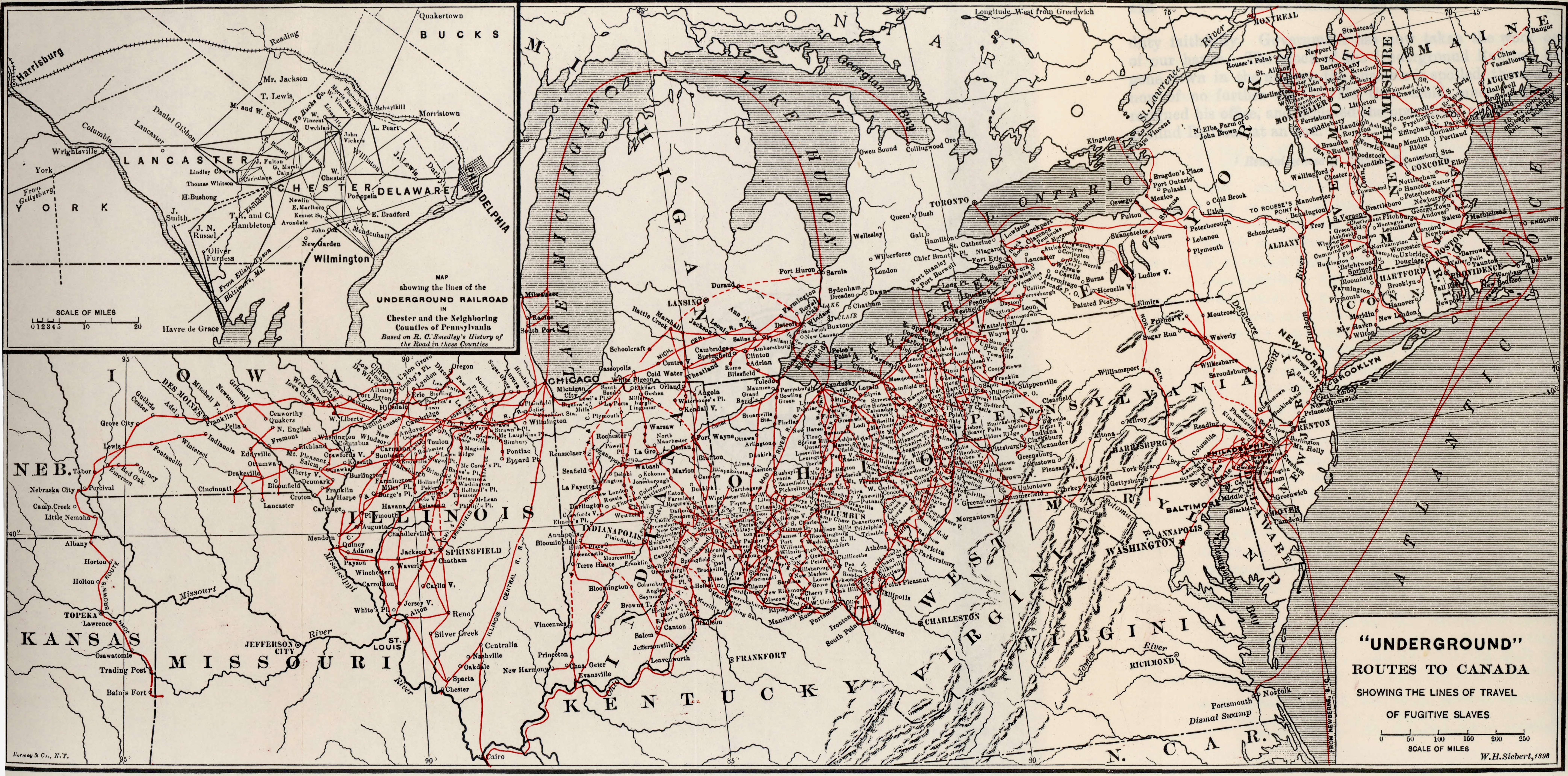
Шляхи «підпільної залізниці»

«Підпільна залізниця» (англ. The Underground Railroad) — позначення таємної системи, що застосовувалася в США для організації втечі та перевезення темношкірих рабів з рабовласницьких штатів Півдня на Північ і до Канади. Найбільш активно мережа діяла в період з 1850 до 1860 року, до початку громадянської війни в США 1861 року.
За різними оцінками, у найактивніший період діяльності системи було врятовано від 6000 до 30000 людей.

## Законодавство
Законодавчий акт 1793 року гарантував рабовласникам право захоплювати рабів, які намагались утекти. Проте в північних штатах це, як правило, ігнорувалось.
1850 року південні політики пролобіювали посилення прав рабовласників. Представники влади у вільних штатах повинні були сприяти ловцям біглих рабів. Оскільки документації для підтвердження того, що людина є рабом, майже не вимагалось, ловці досить часто захоплювали вільних людей, особливо дітей. Деякі справи щодо підтвердження статусу вільної людини вирішувались у судах. Нова законодавча ініціатива фактично давала хабара суддям: вони отримували більшу плату (10 доларів) за рішення про визнання людини рабом і лише 5 доларів за визнання її вільною.
На території Британської Північної Америки (сучасна Канада) рабство було заборонено, тому більшість утікачів прямували саме туди.

## Термінологія
Насправді система не була власне залізницею, але її учасники активно використовували залізничну термінологію:
- людей, що допомагали рабам, називали «агентами»
- провідників, що супроводжували групи рабів, називали «кондукторами»
- самих рабів згадували як «вантаж» або «пасажирів»
- власники будинків, де переховувались раби, були «начальниками станцій»

## Маршрути
Різні маршрути, якими пробиралися групи втікачів, починалися від кордонів штатів Теннессі, Кентуккі, Вірджинії, Джорджії, Меріленда і вели в Північні штати, а також у Канаду.
У деяких випадках людей дійсно перевозили потягами, але в більшості випадків вони переходили пішки від станції до станції. Відстань між станціями становила від 10 до 20 миль, переміщення відбувалось уночі. Одночасно переправлялись 1-3 особи, але в деяких випадках у групі було одночасно до 20 людей.

## Активісти

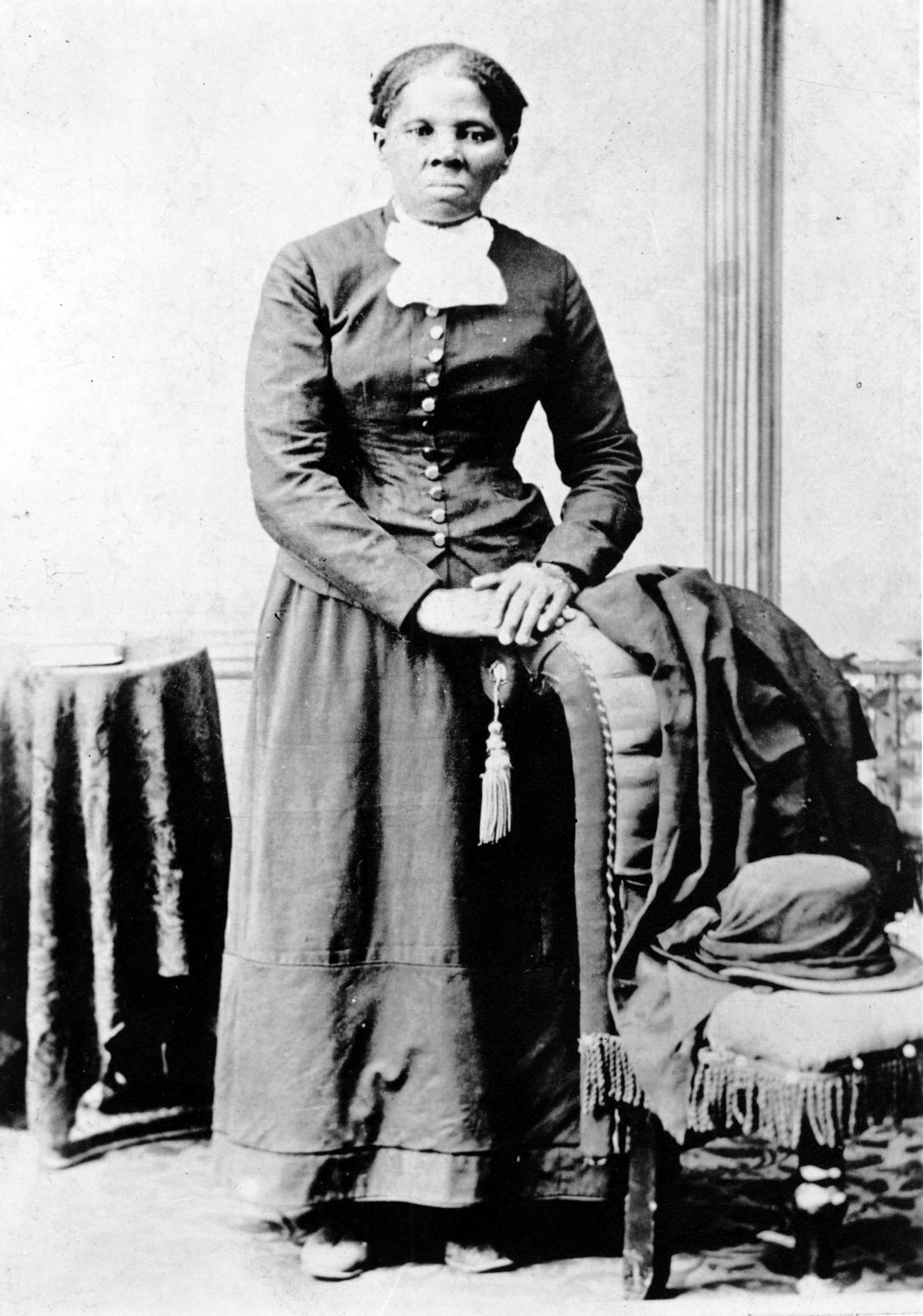
Гаррієт Табмен (фото Г. Б. Ліндслі), 1870. Працівниця Підпільної залізниці, яка здійснила 19 поїздок до Півдня, врятувавши понад 300 людей.

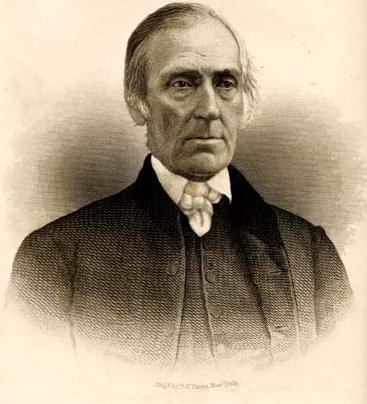
Квакер-аболіціоніст Леві Коффін зі своєю дружиною допоміг близько 2000 втікачам

Найактивнішу участь в організації «Підпільної залізниці» взяли активісти аболіціоністського руху, вільні негри й мулати, квакери й баптисти. Найбільш відзначилися Томас Гаррет, який допоміг більш ніж 2200 рабам, і негритянка Гаррієт Табмен, що здійснила 19 «подорожей» і звільнила приблизно 300 рабів.

## Виноски
1. ↑  «From slavery to freedom» [Архівовано 13 липня 2007 у Wayback Machine.], The Grapevine, pp. 3–5.
2. ↑  Settling Canada Underground Railroad. Historica. Архів оригіналу за 6 січня 2010. Процитовано 16 квітня 2014. Between 1840 and 1860, more than 30,000 American slaves came secretly to Canada and freedom
3. ↑  Bordewich, Fergus, 2005, p. 324
4. ↑  Douglass, Frederick (July 5, 1852), «The Meaning of July Fourth for the Negro» [Архівовано 4 липня 2008 у Wayback Machine.], History Is a Weapon, Retrieved July 17, 2011.
5. ↑  Blight, David, 2004, p. 98
6. ↑  Underground Railroad Codes (PDF). Myths and Codes of the Underground Railroad. Safe Passage. Greater Cincinnati Television Educational Foundation. с. 20. Архів оригіналу (PDF) за 12 червня 2018. Процитовано 29 червня 2013.
7. ↑  Torrey, E. Fuller (2013). The Martyrdom of Abolitionist Charles Torrey. Baton Rouge: Louisiana State University Press.
8. ↑  Larson, p. xvii.